# Vuelta del Paraguay
Die Vuelta del Paraguay (dt. Paraguay-Rundfahrt) ist ein paraguayisches Radrennen.
Das Etappenrennen wird mit Unterbrechungen seit 1993 ausgetragen und zählte 2010 in der Kategorie 2.2 zur UCI America Tour. Damit stellt es das einzige internationale Radrennen des Landes dar. Bislang gelang es noch keinem Fahrer, das Rennen mehrfach zu gewinnen.

## Siegerliste
- 1993  Walter Castellasi
- 1994  Ademir Scalon
- 1995  Luis Moyano
- 1996  Robertson Figueiro
- 1997  Primo Santi
- 1998  Gustavo Figueredo
- 1999  Ricardo Guedes
- 2000 keine Austragung
- 2001  Eber Moreno
- 2002–2009 keine Austragung
- 2010  Luis Alberto Martínez
- 2011–2013 keine Austragung
- 2014  Alcidis Vieira